# 小步危站
33°55′23″N 133°45′32″E / 33.9231°N 133.7589°E
小步危站（日语：／ Koboke eki */?）是位於日本德島縣三好市山城町西宇，隸屬於四國旅客鐵道（JR四國）的鐵路車站。車站編號為D26。本站原名「西宇」，後來改稱為「小步危」。而本站則建在興建鐵路時經開削的斜坡上。

## 車站結構
此站的站房為單層木製建築，結構和外貌和附近的車站的相近。JR四國接管後保留站房並將其翻新。站內設有候車室和站務員，但無人化後站務室已變為儲物室。
本站設有兩個側式月台，提供2面2線的月台配置，站房旁邊為1號月台，為上下副本線，近山邊的為2號月台，設計雖為側線但屬於上下本線，是專為特急列車通過之用。月台有限長度為4卡。月台和站房之間透過月台末端向阿波川口站方向的斜面及路軌上的平交道連接。

### 月台配置
| 月台 | 路線    | 方向 | 目的地                     | 備註                     |
| ---- | ------- | ---- | -------------------------- | ------------------------ |
| 1    | ■土讚線 | 上行 | 琴平、阿波池田方向         | 避車時使用               |
| 1    | ■土讚線 | 下行 | 大步危、土佐山田、高知方向 | 避車時使用               |
| 2    | ■土讚線 | 上行 | 琴平、阿波池田方向         | 上下行特急列車通過時使用 |
| 2    | ■土讚線 | 下行 | 大步危、土佐山田、高知方向 | 上下行特急列車通過時使用 |

## 歷史
- 1935年11月28日：開業，稱為「西宇站」。
- 1950年10月1日：改稱為「小步危站」。
- 1950年11月4日：來往小步危站之間的山城谷隧道開通，列車改行新路。
- 1970年10月1日：無人化，簡易委託站。
- 1987年4月1日：日本國鐵分割民營化，車站的營運由JR四國繼承。

## 相鄰車站
四國旅客鐵道（JR四國）
■土讚線
阿波川口（D25）－小步危（D26）－大步危（D27）

## 圖片集

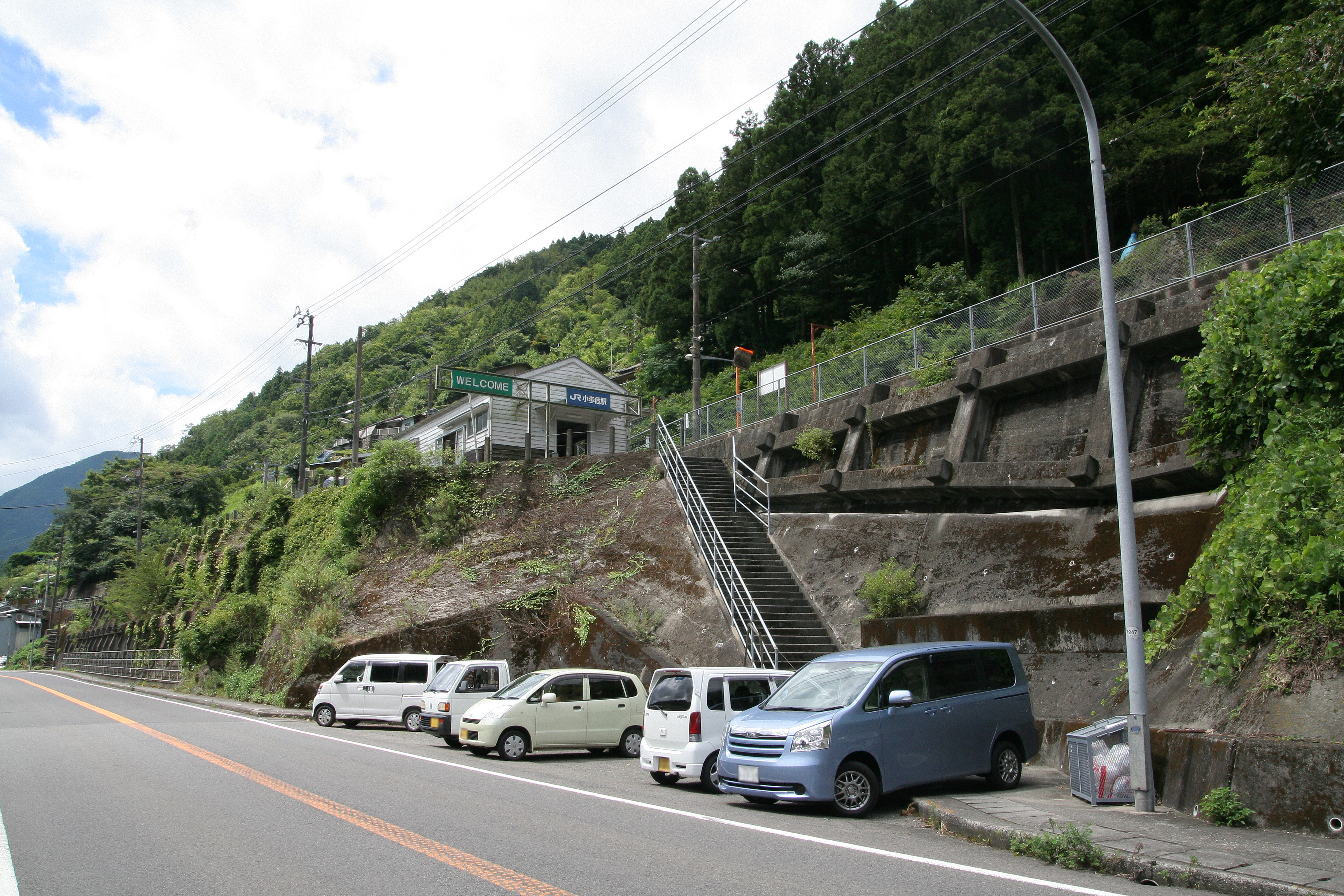
遠攝車站站舍。
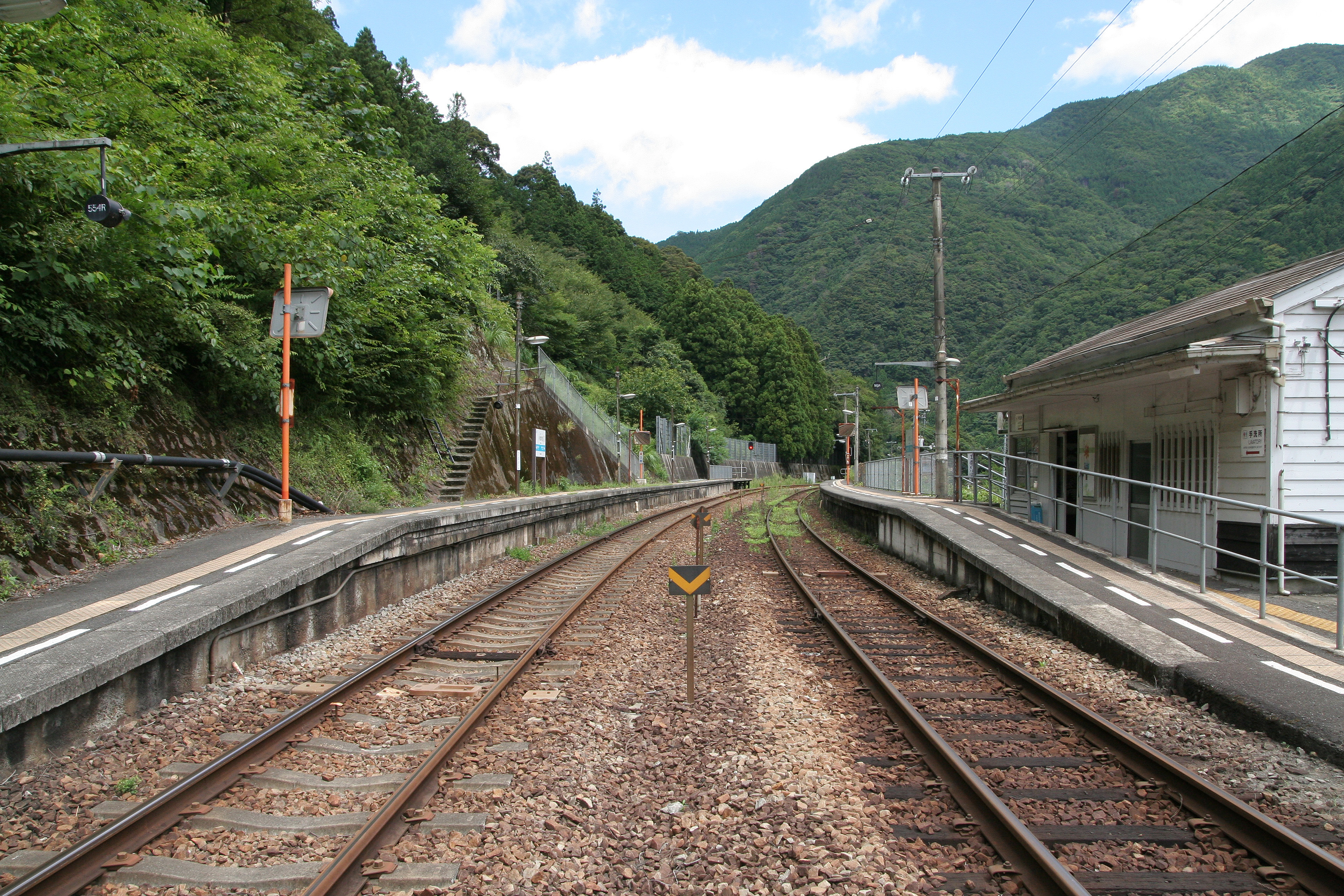
從車站內的平交道拍攝兩邊月台。